# Maurice Daurat
Maurice Pierre André Daurat est un orfèvre français né à Bordeaux le 2 août 1880 et mort à Meulan le 15 janvier 1969, principalement connu pour ses plats de style Art déco.

## Biographie

### Jeunesse et formation
Maurice Daurat est élève à l'École Germain Pilon de 1895 à 1898. Il ne reçoit aucune formation spécialisée mais s'initie au dessin, à la peinture et à la sculpture.

### Les débuts et la découverte de l'étain
De 1902 à 1905, Maurice Daurat présente des projets aux Salons sans obtenir de prix.
Après s'être essayé au bronze, au cuivre et à l'argent il se tourne vers l'étain en 1906. Il choisit ce matériau pour son aspect, notamment son éclat discret et conçoit pour lui des formes simples qui contrastent avec les formes historicisantes et fortement ornementées des artistes du début du siècle comme Jules Paul Brateau ou Jean Baffier.

### L'après-guerre

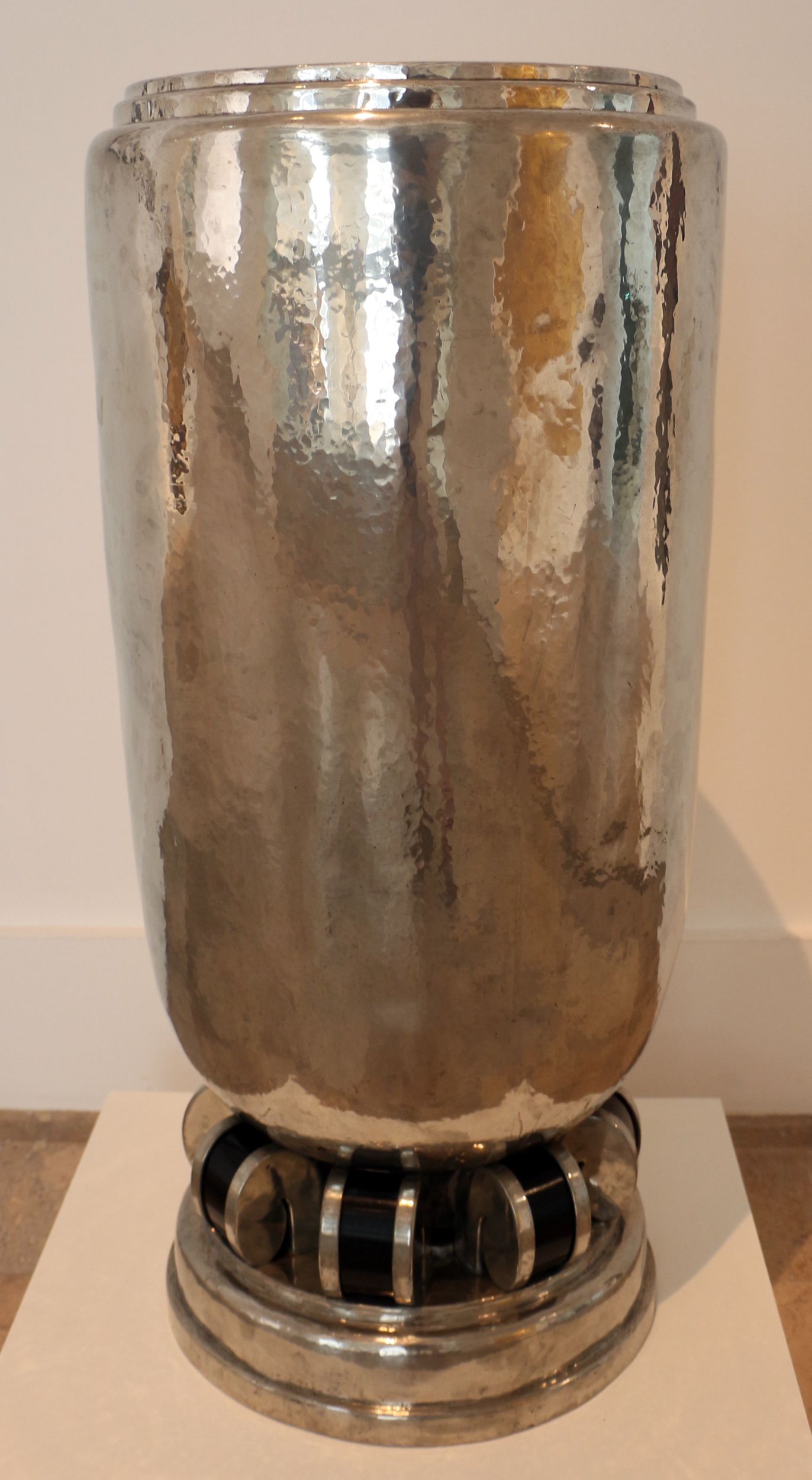
Maurice Daurat, Grand vase à huit pieds, vers 1933.

Daurat fait la Guerre 14-18, et à son retour, Maurice Daurat abandonne les décors floraux pour se tourner vers des formes plus simples et plus dépouillées. C'est d'ailleurs avec ces nouvelles formes qu'il triomphe avec un diplôme d'honneur à l'Exposition de 1925. Il participe par la suite à de nombreuses manifestations d'art décoratif (Genève, San Francisco, Barcelone et Bruxelles).
À l'Exposition de 1937, il est membre du jury international et exécute les vasques et fontaine du Quai d'Orsay ainsi qu'un vase monumental pour le Palais de Tokyo.

## Distinctions
- Chevalier de la Légion d'Honneur (1929)[2]
- Officier de la Légion d'Honneur (1935)[2]

#### Articles
- Luc Benoist, « Les étains de Daurat », Art & Décoration,‎ 1926, p. 73-78 (lire en ligne)
- René Chavance, « Maurice Daurat, orfèvre, et ses étains », Mobilier & décoration,‎ 1932, p. 108-113 (lire en ligne)
- Laurent Saint-Raymond, « Un orfèvre français », Le Gaulois artistique,‎ 1927, p. 128 (lire en ligne)
- Mobilier & décoration, 1954

#### Ouvrages
- Catherine Baumgartner, Maurice Daurat : orfèvre-sculpteur Art déco, Paris, Éditions Norma, 2009, 303 p. (ISBN 978-2-915542-21-9)
- (en) Alastair Duncan, Art Deco, Singapour, Thames & Hudson, 1988, 216 p. (ISBN 0-500-20230-3), p. 81